# شون ريي
شون ريي (بالإنجليزية: Shaun Reay)‏ هو لاعب كرة قدم بريطاني في مركز الهجوم، ولد في 20 مايو 1989 في The Boldons ‏ في المملكة المتحدة. لعب مع نادي دارلنجتون ونادي هاروجيت تاون.

## وصلات خارجية
- شون ريي على موقع قاعدة بيانات كرة القدم.إي يو (الإنجليزية)
- شون ريي على موقع Soccerbase.com (لاعب) (الإنجليزية)